# Oktadekan
Oktadekan (CH3(CH2)16CH3) (sumární vzorec C18H38) je uhlovodík patřící mezi alkany, má osmnáct uhlíkových atomů v molekule.